# Sol Stein
Sol Stein (* 13. Oktober 1926 in Chicago; † 19. September 2019) war ein US-amerikanischer Schriftsteller, Publizist und Lektor.

## Biografisches
Sol Stein wurde 1926 als Sohn von Louis und Zelda Stein in Chicago geboren. 1930 zog die Familie nach New York. Hier besuchte Stein die DeWitt Clinton High School. 1941 schrieb er seinen ersten Roman, Magic Maestro Please, und kurz darauf Patriotic Magic. 1942 begann er sein Studium am City College of New York, das er von 1944 bis 1945 wegen seines Kriegsdienstes unterbrechen musste, 1946 wieder aufnahm und 1948 mit dem Master-Diplom abschloss. Stein arbeitete während dieser Zeit als Dozent für Sozialwissenschaften. Von 1951 bis 1953 arbeitete er für den Radiosender Voice of America. 1953 wurde Stein Direktor des American Committee of Cultural Freedom, einer Organisation von 300 führenden amerikanischen Intellektuellen, die während der McCarthy-Ära für die Freiheit der Menschen kämpfte.
Stein war eines der Gründungsmitglieder der Playwrite Group, einer Gruppe von Theaterschriftstellern und Dramaturgen, unter ihnen auch Tennessee Williams, die im Actors Studio in New York organisiert waren. Sol Stein arbeitete als Herausgeber für verschiedene Verlage und publizierte die Werke zeitgenössischer Autoren wie George Orwell, Simone Weil, Arthur Köstler. 1962 gründete er zusammen mit seiner Frau Patricia Day den Verlag Stein&Day. Im Laufe seiner Karriere spezialisierte sich Stein auf die Ausbildung junger Autoren und schrieb Bücher und Trainingsprogramme für Kreatives Schreiben.

## Werke
- Über das Schreiben. Zweitausendeins, ISBN 3-86150-226-7.
- Aufzucht und Pflege eines Romans. Zweitausendeins, ISBN 3-86150-364-6.
- Um Leib und Leben. ISBN 3-442-09791-6.
- Aus heiterem Himmel. ISBN 3-426-00672-3.
- Ein Hauch von Verrat. ISBN 3-545-36418-6.
- Ein Zimmer zum Leben. ISBN 3-426-00521-2.
- Tür an Tür. ISBN 3-426-00795-9.
- Eine glückliche Familie.
- Mit den Gaben einer Frau.
- Der junge Zauberer. ISBN 3-426-00388-0.